# Verongimorpha
Verongimorpha is een onderklasse binnen de stam van de Porifera (sponsdieren).

## Orden
- Chondrillida
- Chondrosiida
- Verongiida